# Blas Armoa
Blas Esteban Armoa Núñez (Luque, Paraguay; 3 de febrero de 2000) es un futbolista paraguayo. Juega de extremo y su equipo actual es el Club Atlético Tigre, de la Primera División de Argentina.

## Trayectoria
Formado en las inferiores del Sportivo Luqueño, debutó en el primer equipo el 4 de abril de 2017 en la derrota por 3-2 ante Club Libertad.
En agosto de 2020, fue cedido al FC Juárez de México.
Tras jugar dos temporadas en México, Armoa fue cedido al Club Atlético Tigre de la Primera División de Argentina en febrero de 2022.
El 3 de enero de 2023, Club Atlético Tigre compraría el 50% del pase de Blas Armoa a Club Sportivo Luqueño por €743.000, firmando con el club hasta 31 de diciembre de 2026.

## Selección nacional
Fue internacional juvenil por Paraguay.

## Estadísticas

### Clubes
Actualizado hasta su último partido disputado el 2 de agosto de 2025.
| Club                      | Div.          | Temporada     | Liga  | Liga  | Liga   | Copas nacionales | Copas nacionales | Copas nacionales | Torneos internacionales | Torneos internacionales | Torneos internacionales | Total | Total | Total  |
| Club                      | Div.          | Temporada     | Part. | Goles | Asist. | Part.            | Goles            | Asist.           | Part.                   | Goles                   | Asist.                  | Part. | Goles | Asist. |
| ------------------------- | ------------- | ------------- | ----- | ----- | ------ | ---------------- | ---------------- | ---------------- | ----------------------- | ----------------------- | ----------------------- | ----- | ----- | ------ |
| Sportivo Luqueño Paraguay | 1.ª           | 2017          | 18    | 2     | 0      | —                | —                | —                | —                       | —                       | —                       | 18    | 5     | 0      |
| Sportivo Luqueño Paraguay | 1.ª           | 2018          | 39    | 4     | 0      | 2                | 3                | 0                | 2                       | 1                       | 0                       | 43    | 5     | 0      |
| Sportivo Luqueño Paraguay | 1.ª           | 2019          | 30    | 7     | 3      | 1                | 0                | 0                | —                       | —                       | —                       | 31    | 7     | 3      |
| Sportivo Luqueño Paraguay | 1.ª           | 2020          | 8     | 1     | 1      | —                | —                | —                | —                       | —                       | —                       | 8     | 1     | 1      |
| Sportivo Luqueño Paraguay | Total club    | Total club    | 95    | 14    | 4      | 3                | 3                | 0                | 2                       | 1                       | 0                       | 100   | 18    | 4      |
| F. C. Juárez · México     | 1.ª           | 2020-21       | 12    | 0     | 1      | —                | —                | —                | —                       | —                       | —                       | 12    | 0     | 1      |
| F. C. Juárez · México     | 1.ª           | A-2021        | 4     | 0     | 0      | —                | —                | —                | —                       | —                       | —                       | 4     | 0     | 0      |
| F. C. Juárez · México     | Total club    | Total club    | 16    | 0     | 1      | 0                | 0                | 0                | 0                       | 0                       | 0                       | 16    | 0     | 1      |
| C. A. Tigre Argentina     | 1.ª           | 2022          | 16    | 8     | 0      | 7                | 0                | 3                | —                       | —                       | —                       | 23    | 8     | 3      |
| C. A. Tigre Argentina     | 1.ª           | 2023          | 25    | 3     | 0      | 11               | 0                | 0                | 8                       | 2                       | 1                       | 44    | 5     | 1      |
| C. A. Tigre Argentina     | 1.ª           | 2024          | 22    | 3     | 1      | 13               | 0                | 0                | —                       | —                       | —                       | 35    | 3     | 1      |
| C. A. Tigre Argentina     | 1.ª           | 2025          | 11    | 0     | 1      | 3                | 1                | 0                | —                       | —                       | —                       | 14    | 1     | 1      |
| C. A. Tigre Argentina     | Total club    | Total club    | 74    | 14    | 2      | 34               | 1                | 3                | 8                       | 2                       | 1                       | 116   | 17    | 6      |
| Total carrera             | Total carrera | Total carrera | 185   | 28    | 7      | 37               | 4                | 3                | 10                      | 3                       | 1                       | 232   | 35    | 11     |
| 1. 2.                     |               |               |       |       |        |                  |                  |                  |                         |                         |                         |       |       |        |